# Egil Ulfstein
Egil Ulfstein (født 1. oktober 1971 i Ulsteinvik, Norge) er en norsk tidligere fodboldspiller (midtbane). Han repræsenterede Hødd, Viking og til sidst Brann. Han spillede to kampe for Norges landshold. Der var tale om to venskabskampe mod henholdsvis Trinidad/Tobago og Jamaica i efteråret 1995, hvor det norske landshold var på rundtur i Caribien.